# نقشه سوزان
نقشه سوزان (به انگلیسی: Susan's Plan) فیلمی محصول سال ۱۹۹۸ و به کارگردانی جان لندیس است. در این فیلم بازیگرانی همچون ناستاسیا کینسکی، دن اکروید، بیلی زین، مایکل بین، لارا فلین بویل، راب اشنایدر، توماس هیدن چرچ، لیسا ادلستین، شری نورث، آدریان پل، آدام ریفکین و دنی هوستون ایفای نقش کرده‌اند.